# Йильдескол

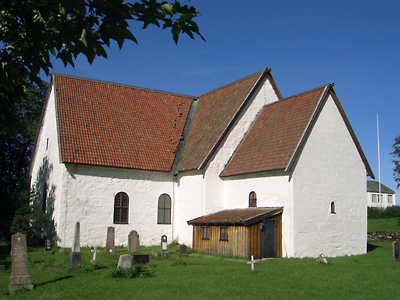
Старая церковь возрастом 900 лет

Йильдескол (норв. Gildeskål) — коммуна в фюльке Нурланн в Норвегии. Является частью исторического региона Сальтен. Административный центр коммуны — деревня Инндюр.
Йильдескол получил статус коммуны 1 января 1838 года. Коммуна Бейарн была отделена от коммуны Йильдескол в 1853 году.

## Общая информация

### Название
Коммуна (первоначально приход) был назван в честь старой фермы Gildeskål (старонорвежский: Gildaskáli), поскольку там была построена первая церковь. Первая часть названия — множественная форма родительного падежа слова gildi, которое значит застолье или банкет, окончание — слово skáli, означающее зал (помещение).

### Герб
У коммуны современный герб. Он был принят в 1988 году. На гербе изображён бокал, который соответствует смыслу названия коммуны.